# Целине (Подтурен)
Целине су насељено место у саставу општине Подтурен у Међимурској жупанији, Хрватска. До територијалне реорганизације у Хрватској налазиле су се у саставу старе општине Чаковец.

## Историја
Насеље Целине као самостално насељено место постоји од пописа 2001. године. Настало је издвајањем дела насеља Горњи Краљевец и ненасељеног дела насеља Сивица.

## Становништво
На попису становништва 2011. године, Целине су имале 345 становника. За попис 1991. године, погледати под Горњи Краљевец.